# Neoruralisme

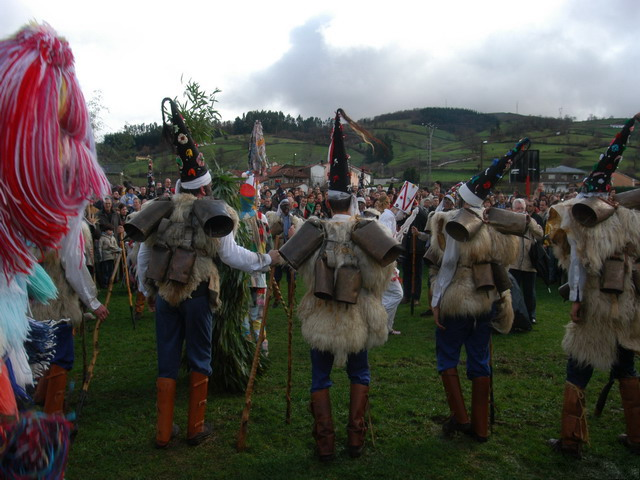
El neoruralisme és una via per a impedir el despoblament del camp i que en molts casos afavoreix el manteniment de les tradicions i l'impuls i dinamisme en àrees rurals amb població envellida. Festa de La Vijanera a Silió (Cantàbria).

El neoruralisme és un fenomen de migració des de les àrees urbanes a zones rurals, iniciat a la dècada dels anys 1960 a Europa occidental i Amèrica del Nord a l'abric, en un principi, dels moviments contraculturals del maig del 1968. Aquesta emigració no té causes econòmiques sinó la recerca d'entorns lliures, tranquils, menys contaminats i amb una certa qualitat  paisatgística. A la dècada de 1980 s'inicia un altre retorn rural. Aquesta vegada amb una convicció que la vida al camp és millor que a les ciutats.
Encara que les persones que exerceixen aquesta emigració són de tipologia molt variada, destaquen gent jove, amb fills i que provenen d'àrees urbanes i desitgen viure en el camp. Es poden classificar en cinc grups: 
- Persones amb poc interès en les activitats agràries que s'aïllen de la població rural local.
- Gent amb escàs interès en les activitats agràries però que realitza als pobles propers les mateixes tasques que faria a les zones urbanes d'origen. El seu principal interès a l'hora de viure al camp és estar a prop de la natura.
- Persones amb actituds similars al grup 2 però amb la diferència que aquestes tenen interès per integrar-se en la vida social de la localitat rural.
- Individus atrets per la vida rural que exerceixen activitats de caràcter rural sense pretensió de rendibilitat.
- Persones amb fortes intencions de desenvolupar una vida rural i que practiquen una activitat agrària, artesanal o de serveis amb el desig de trobar una rendibilitat comercial.

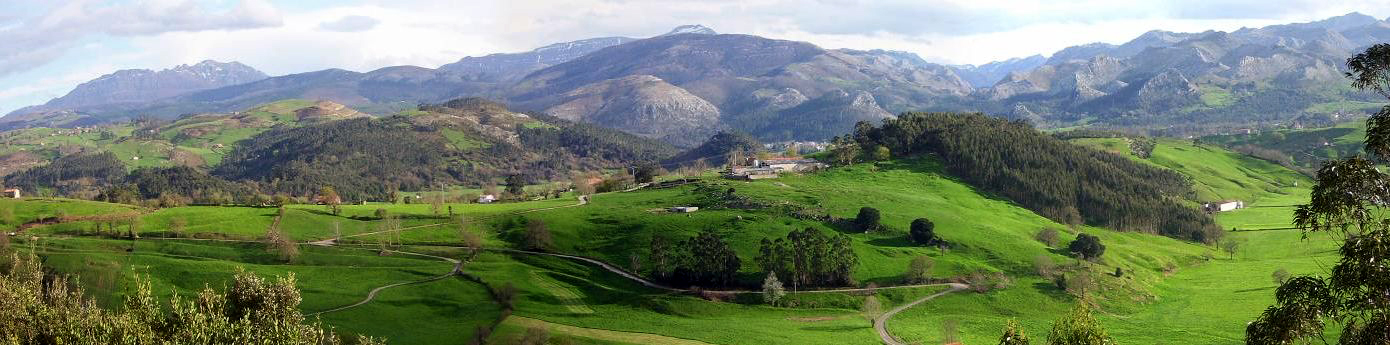
La recerca de llocs tranquils i amb una certa qualitat paisatgística són les principals raons que porten a habitants d'àrees urbanes a establir-se en ambients rurals.

Molts governs han promogut amb polítiques el desenvolupament de noves activitats orientades al sector rural, millora d'habitatges i infraestructures, que afavoreixin l'assentament de gent jove, el rellançament de l'economia rural i impedeixi la despoblació que pateixen algunes àrees rurals. En algunes zones aquest moviment neorural ha originat un cert fre al despoblament i una recuperació econòmica.
La relació entre els grups locals i els nous veïns neorurals pot passar d'haver en un principi una certa reacció de rebuig per part de la població local que finalment els nous habitants siguin el grup que impulsi les accions econòmiques i socials de la comunitat rural.
Les noves activitats rurals sorgides del turisme rural, artesania, agricultura ecològica, agroturisme, turisme esportiu o cultural, així com el suport que donen les noves tecnologies (principalment Internet) a la deslocalització de certes activitats terciàries, afavoreixen aquest nou neoruralisme i un desenvolupament sostenible a espais rurals en decadència.